# Altica oleracea

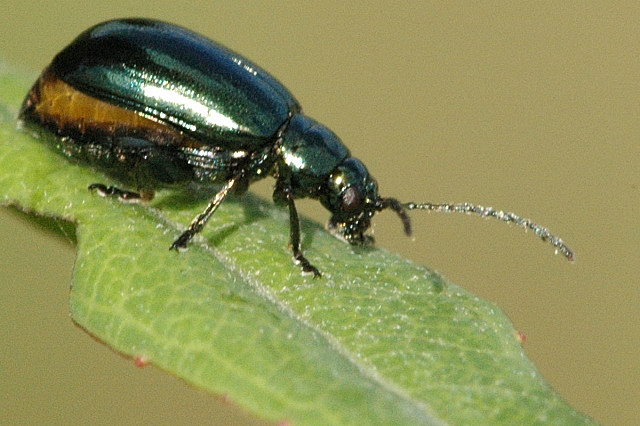
Weibchen kurz vor der Eiablage

Altica oleracea, dt. Unechter Kohlerdfloh, gehört zu den Flohkäfern (Tribus Alticini, Unterfamilie Galerucinae) aus der Familie der Blattkäfer (Chrysomelidae).

## Merkmale
Die Käfer werden 3 bis 4 Millimeter groß. Ihre Farbe variiert zwischen metallisch grün, blaugrün, blau bis goldgrün. Beine und Fühler sind dunkel. Die hinteren Femora sind verdickt. Der Halsschild weist auf der Basalhälfte eine zarte Querfurche auf. Die Flügeldecken sind fein punktiert. Altica oleracea ist schwierig von verwandten Arten zu unterscheiden. Meist ist dies nur durch Untersuchung der männlichen Genitalien möglich.

## Vorkommen
Altica oleracea ist in Europa weit verbreitet und sehr häufig. Das Verbreitungsgebiet der Art reicht bis in den Norden Skandinaviens. Außerdem ist die Art auf den Britischen Inseln vertreten.

## Lebensweise
Die Erdflöhe beobachtet man von März bis in den Herbst. Ihren typischen Lebensraum bilden Büsche und Sträucher. Im Frühsommer legen sie ihre Eier an ihren Wirtspflanzen ab, die zugleich auch ihre Futterpflanzen darstellen. Zu diesen zählen Weidenröschen (Epilobium), insbesondere das Kleinblütige Weidenröschen (E. parviflorum), und Nachtkerzen (Oenothera). Die Besenheide (Calluna vulgaris) wird ebenfalls als eine Wirts- und Futterpflanze genannt. Die Käferlarven entwickeln sich auf den Blättern ihrer Wirtspflanzen, an denen sie fressen.

## Natürliche Feinde
Die Larven der Raupenfliegen (Tachinidae) Medina luctuosa und Leiophora innoxia gelten als Endoparasitoide der adulten Käfer.

## Taxonomie
Es gibt folgende Unterarten:
- Altica oleracea breddini (Mohr, 1958)
- Altica oleracea oleracea (Linnaeus, 1758)

In der Literatur findet man folgende Synonyme:
- Chrysomela oleracea Linnaeus, 1758
- Haltica alchemillae Palij, 1968
- Haltica oleracea (Linnaeus, 1758)
- Haltica opacifrons Har. Lindberg, 1938